# Bianca Del Rio
Roy Renè Haylock (Nova Orleans, 27 de juny de 1975), més conegut amb el nom artístic de Bianca Del Rio, és un comediant, actor, dissenyador de vestuari i drag queen estatunidenc, guanyadora en drag de la sisena temporada de RuPaul's Drag Race.
Des de la seva etapa a Drag Race, Del Rio ha escrit i fet gires amb diversos espectacles destacats, inclosos The Rolodex of Hate (2014), Not Today Satan (2015-2016), Blame It On Bianca Del Rio (2017-2018) i It's Jester Joke (2019), amb què es va convertir en la primera drag queen a actuar al Wembley Arena. També ha actuat com a amfitriona de diverses gires internacionals, entre les quals destaca Werq the World.
El 2018 va publicar el seu primer llibre, Blame It On Bianca Del Rio: The Expert On Nothing With An Opinion On Everything. El juny de 2019, la revista New York va situar Del Rio en el primer lloc de la seva llista de les "drag queens més poderoses d'Amèrica", un rànquing de 100 exconcursants de RuPaul's Drag Race.

## Infantesa
Haylock va créixer a Gretna, Louisiana. És d'origen cubà per part de la mare i d'origen hondureny per part del pare. És el quart de cinc fills. Va començar a actuar i dissenyar vestuari per a obres de teatre a l'escola secundària West Jefferson. Després de l'escola secundària, va decidir traslladar-se a la ciutat de Nova York, on va treballar a Bloomingdale durant nou mesos abans de tornar a Louisiana.

## Filmografia

### Pel·lícules
| Any  | Títol                                   | Rol                                   |
| ---- | --------------------------------------- | ------------------------------------- |
| 2000 | Cypress Edge                            |                                       |
| 2010 | The Sons of Tennessee Williams          | Blanca Del Rio                        |
| 2011 | National Lampoon's Dirty Movie          | Drag Queen                            |
| 2016 | Hurricane Bianca                        | Richard Martinez / Ms. Bianca Del Rio |
| 2018 | Hurricane Bianca: From Russia with Hate | Richard Martinez / Ms. Bianca Del Rio |

### Televisió
| Any     | Títol                                        | Rol            |
| ------- | -------------------------------------------- | -------------- |
| 2002    | MTV Mardi Gras                               | Bianca Del Rio |
| 2011    | One Night Stand Up                           | Bianca Del Rio |
| 2011    | Threesome                                    | Bianca Del Rio |
| 2011    | Bad Girls Club: New Orleans                  | Bianca Del Rio |
| 2012–13 | She's Living for This                        | Bianca Del Rio |
| 2014    | RuPaul's Drag Race (temporada 6; guanyadora) | Bianca Del Rio |
| 2014    | RuPaul's Drag Race: Untucked (temporada 6)   | Bianca Del Rio |
| 2015    | RuPaul's Drag Race (temporada 7)             | Bianca Del Rio |
| 2015    | Big Brother's Bit on the Side                | Bianca Del Rio |
| 2016    | RuPaul's Drag Race (temporada 8)             | Bianca Del Rio |
| 2016    | Bianca's Rolodex of Hate                     | Bianca Del Rio |
| 2016    | RuPaul's Drag Race All Stars (temporada 2)   | Bianca Del Rio |
| 2018    | RuPaul's Drag Race (temporada 10)            | Bianca Del Rio |
| 2020    | AJ and the Queen                             | Drag Queen     |
| 2020    | RuPaul's Drag Race All Stars: Untucked       | Bianca Del Rio |

### Sèries web
| Any  | Títol               | Rol                    | Ref    |
| ---- | ------------------- | ---------------------- | ------ |
| 2010 | Queens of Drag: NYC | El seu personatge drag |        |
| 2013 | Kings of New York   | Ell mateix             | [ 9 ]  |
| 2014 | Really Queen?       | El seu personatge drag |        |
| 2014 | Transformations     | Ell mateix             | [ 10 ] |
| 2018 | Drag Tots           | Dina Saur (veu)        | [ 11 ] |
| 2020 | The Pit Stop        | El seu personatge drag | [ 12 ] |

### Vídeos musicals
| Any  | Títol                            | Artista               | Ref.   |
| ---- | -------------------------------- | --------------------- | ------ |
| 2014 | "Sissy That Walk"                | RuPaul                |        |
| 2014 | "Mean Gays"                      | Courtney Act          | [ 13 ] |
| 2014 | "Dance Like You Got Good Credit" | Cazwell i Cherie Lily | [ 14 ] |
| 2015 | "This is my hair"                | Alaska Thunderfuck    |        |
| 2015 | "Hieeee"                         | Alaska Thunderfuck    | [ 15 ] |
| 2018 | "Girly"                          | John Duff             | [ 16 ] |

## Teatre
| Any  | Títol                                    | Rol                                          | Teatre                          | Ref.   |
| ---- | ---------------------------------------- | -------------------------------------------- | ------------------------------- | ------ |
| 1998 | Psycho Beach Party                       | Marvel Ann                                   | True Brew Theatre               | [ 17 ] |
| 1998 | At the Club Toot Sweet on Bourbon Street | Cooch Deville                                | Southern Rep Theatre            | [ 18 ] |
| 1998 | ...And the Ball and All                  | Ernesto                                      | North Star Theatre              | [ 18 ] |
| 1999 | ...And the Ball and All                  | Ernesto                                      | Southern Rep Theatre            |        |
| 2002 | Cabaret                                  | Emcee                                        | Le Petit Theatre du Vieux Carre | [ 18 ] |
| 2003 | Bianca's Remote Out of Control           | Diversos rols                                | Le Chat Noir                    | [ 19 ] |
| 2003 | Hollywood Heaven                         | Diversos rols                                | Le Chat Noir                    | [ 20 ] |
| 2004 | Grease                                   | Vince Fontaine                               | Le Petit Theatre du Vieux Carre | [ 21 ] |
| 2004 | Murder at Movary Manor                   | Daphne                                       | Marigny Theatre                 | [ 21 ] |
| 2004 | The Bad Seed                             | Hortense Daigle                              | Le Chat Noir                    | [ 21 ] |
| 2005 | At the Club Toot Sweet on Bourbon Street | Cooch Deville                                | Le Petit Theatre du Vieux Carre | [ 21 ] |
| 2005 | Pageant                                  | Miss Industrial Northeast / Tawny-Jo Johnson | Le Petit Theatre du Vieux Carre | [ 21 ] |
| 2008 | Cabaret                                  | Emcee                                        | Le Petit Theatre du Vieux Carre | [ 21 ] |
| 2008 | Rent                                     | Angel Dumott Schunard                        | Le Petit Theatre du Vieux Carre | [ 21 ] |
| 2010 | She'll Be Dying                          |                                              | Bowery Poetry Club              | [ 22 ] |
| 2010 | Mayo on Your Breakfast at Tiffany's      |                                              | Bowery Poetry Club              | [ 23 ] |
| 2019 | Everybody's Talking About Jamie          | Hugo/Loco Chanelle                           | Apollo Theatre                  | [ 24 ] |

## Gires de comèdia
- The Rolodex of Hate Tour (2014)[25]
- Not Today Satan Tour (2016–2017)[26]
- Blame It On Bianca Del Rio Tour (2017-18)
- It's Jester Joke Tour (2019)